# Чорний квадрат

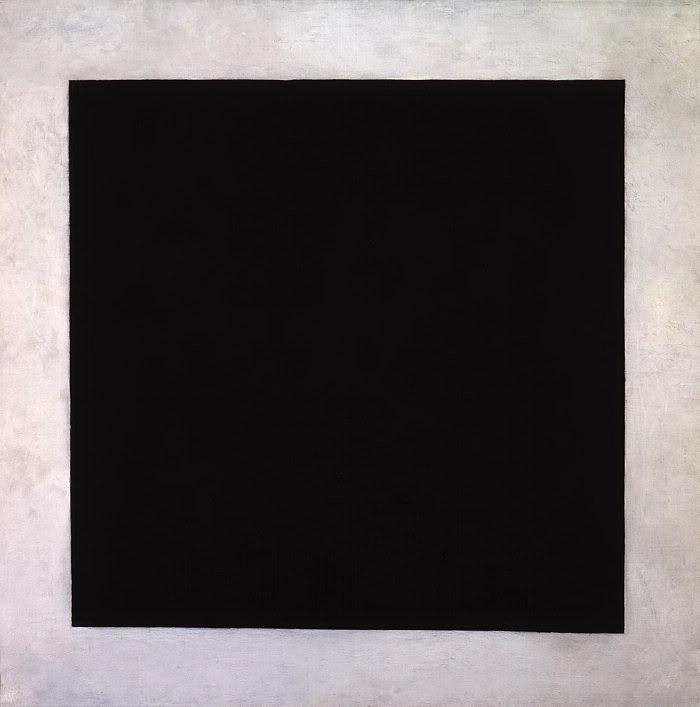
Чорний квадрат. Близько 1923. Робота виконана спільно з А. Лепорською, К. Рождественським, Н. Суєтіним. Російський музей

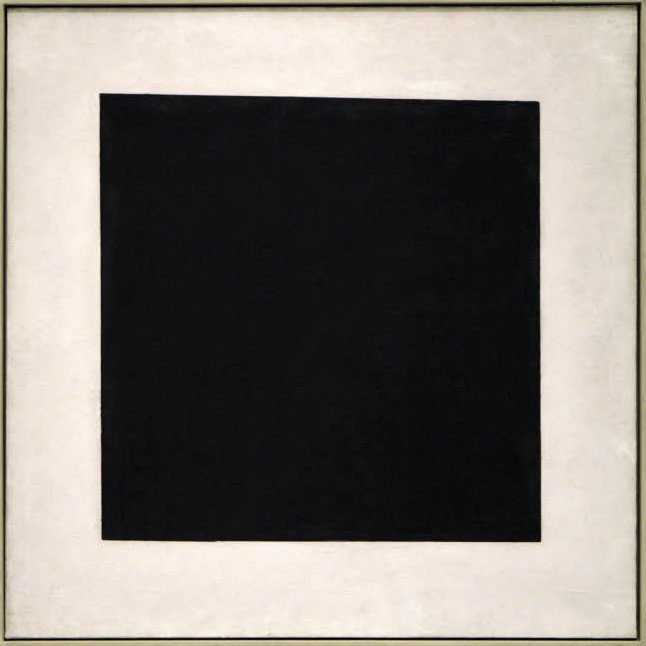
Чорний квадрат. 1929. Державна Третьяковська галерея

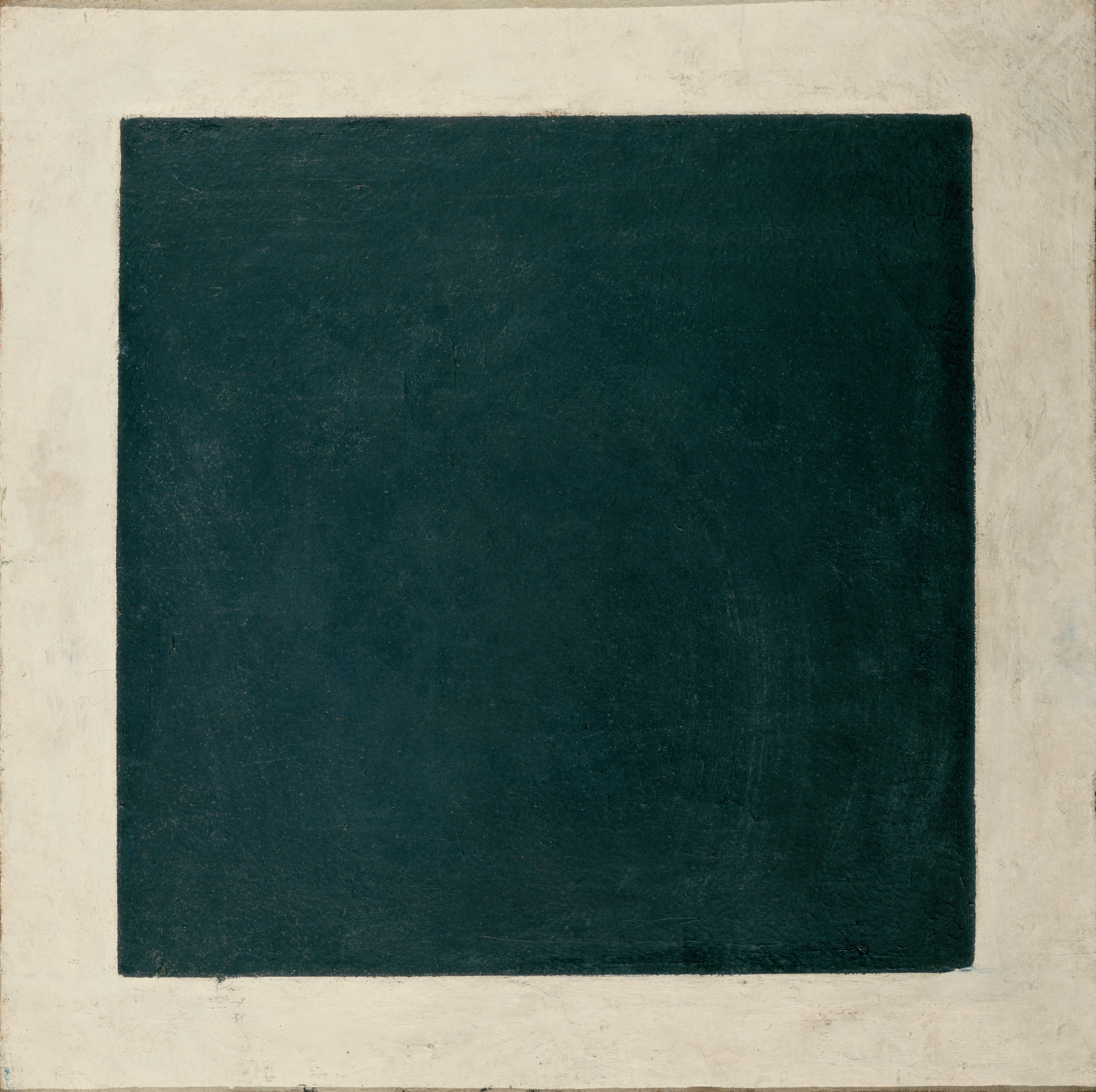
Чорний квадрат. Близько 1932. Ермітаж

«Чорний квадрат» («Чорний супрематичний квадрат») — картина українського художника-авангардиста Казимира Малевича, виконана в стилі супрематизму, найімовірніше, в 1915 році, коли він проживав у Росії. Зберігається в Державній Третьяковській галереї в Москві.
Цю картину Малевич вважав вершиною своєї творчості, адже на ній немає жодних предметів — якщо традиційне образотворче мистецтво наслідує щось із дійсності, то ця картина не наслідує нічого; вона не мистецтво як зображення чогось конкретного, вона — мистецтво як узагальнена форма та колір.

## Композиція
Картину виконано олійною фарбою на квадратному шматку картону розміром 79,5 на 79,5 см. Хоча на перший погляд вона зображає чорний квадрат, фігура не має прямих кутів. Казимир Малевич характеризував її як чотирикутник, зумисне трохи відхиляючи кути від прямих, аби створити незавершену форму, що прагне до руху. Вже невдовзі після створення фарба на оригінальній картині розтріскалася. Її копії, виконані самим автором, перебувають у кращому стані.

## Символізм
«Чорний квадрат» являє собою безпредметне мистецтво — у картині немає нічого, що наслідувало б дійсність, тільки узагальнені форма та колір. У квадраті підсумовано всю повноту світу; це фігура, в якій починаються й закінчують всі сенси; всі протилежності знаходять в ній гармонію, замість того, щоб розпадатися на окремі образи.
Художник пояснював зображене на картині як чисте відчуття безпредметності: чорний чотирикутник — це відчуття, не обмежене будь-яким узятим з дійсності художнім образом, а білий фон — порожнеча за межею відчуттів, яка дозволяє це відчуття окреслити.

## Історія картини
У 1913 році Малевич виконав ескізи декорацій для вистави Михайла Матюшина «Перемога над сонцем». З-поміж них був і ескіз чорного квадрата, тому художник вважав часом появи «Чорного квадрата» саме 1913 рік. На картині, відомій як «Чорний квадрат», спочатку було дві кольорові композиції, пізніше покриті чорною фарбою. Також, під шаром чорної фарби міститься напис «Битва негрів у чорній печері», що відсилає до жартівливої картини Альфонса Алле, про яку Малевич міг чути від Михайла Ларіонова. Лишається неясним чи було приховування попередніх композицій під чорною фарбою частиною символізму «Чорного квадрата», чи Малевич зробив так, бо просто не мав чистого полотна. Художник створив для своєї роботи особливу фарбу, що не блистіла та не блякла з часом. Остаточне завершення картини датується 8 червня 1915 року (за старим стилем).
Робота була виставлена незавершеною на останній футуристичній виставці «0.10», що відкрилася в Петербурзі 19 грудня 1915 року. Серед тридцяти дев'яти картин, виставлених Малевичем на найвиднішому місці, в так званому «красному кутку», де зазвичай вішають ікони, висів «Чорний квадрат».
Існує версія, що «Квадрат» виставлявся на «0.10», оскільки величезний зал потрібно було чимось заповнити. Ця інтерпретація заснована на листі одного з організаторів виставки Малевичу:
«Потрібно писати зараз багато. Приміщення дуже велике, і якщо ми, 10 чоловік, напишемо картин 25, то це буде ледь-ледь».
Другий «Чорний квадрат» був виконаний близько 1923 року як частина другої версії триптиха з геометричними фігурами — Кругом, Хрестом і Квадратом. Розміри другого варіанту — 106 на 106 см. Усі частини триптиха 1923 року відрізнялися від оригіналу 1915 року як розміром, так і пропорціями. У березні 1936 року дружина Казимира передала триптих до Державного Російського музею. Третій «Чорний квадрат» Малевич виконав у 1929 році як заміну оригіналу, фарба на якому розтріскалася.
У 1993 році було знайдено четвертий «Чорний квадрат», імовірно намальований у 1932 році. Його розміри складають 53,5 на 53,5 см. Картину приніс невідомий у банк «Инкомбанк» як заставу. У 2002 році її придбав олігарх Володимир Потанін і передав у Ермітаж.
«Квадрат» зіграв свою роль в оформленні похорону Малевича у 1935 році. На громадський панахиді біля труни над головою покійника висів «Чорний квадрат» (копія 1923 року), а на білій кришці труни було зображено чорні квадрат і круг. Потім «Чорний квадрат» встановили на капоті вантажівки, що перевозила труну. Над могилою з прахом кремованого художника (біля села Немчинівка) був поставлений дерев'яний куб із зображенням чорного квадрата, що повторював пам'ятник на могилі учня Малевича, Ільї Чашкіна, котрий помер у 1929 році. Під час Німецько-радянської війни пам'ятник розібрали. Сам Малевич вважав супрематизм основою нової обрядовості.

## Реакція критиків
Російський есеїст Михайло Гершензон вбачав у «Чорному квадраті» символ відречення від культурного спадку попередніх епох — тягаря, що обмежує художника штучними правилами. Есеїст характеризував Малевича як «шляхетного дикуна», незалежного від помираючої культури тогочасної Росії. Поет Андрій Бєлий згадував про його реакцію:
|  | ... Одного разу М[ихайло] О[сипович], поставивши мене перед двома квадратами супрематиста Малевича (чорним і червоним), заклекотав, заплювався; і — найсерйозніше випалив голосом лекційним, суворим: — Історія живопису і всі ці Врубелі перед такими квадратами — нуль! Він стояв перед квадратами, ніби молячись їм; і я стояв: ну так, — два квадрата; він мені пояснював тоді: що дивлячись на ці квадрати (чорний і червоний), переживає він падіння старого світу: — Ви погляньте-но: нищиться все. |

Відомий в ті часи художній критик, засновник об'єднання «Світ Мистецтва», Олександр Бенуа написав з докором у 1916 році:
|  | Без номера, але в кутку, високо під стелею, на місці святому, повішено «твір» пана Малевича, що зображує чорний квадрат в білому обрамленні. Безсумнівно, це і є та «ікона», яку пани футуристи пропонують замість мадонн і безсоромних венер, це і є те «панування над формами натури» ... Чорний квадрат у білому обрамленні — це не випадковий маленький епізодик, що трапився в будинку на Марсовому полі, а це один з актів самоствердження того початку, який має за своє ім'я гидоту запустіння і що хизується тим, що він через гординю, через зарозумілість, через нехтування всього любовного і ніжного приведе всіх до загибелі. |

Відгук художниці Віри Пестель того ж 1916 року пішов у маси та досі відповідає думці широкого загалу: «Та це ж легко! Це кожен може зробити! І дитина так зробить!».
Мистецтвознавець Іван Соллертинський якось жартома сказав Малевичу: «Припустимо, ви йдете по вулиці. Підніміть руки, простягніть їх і опустіть, торкніться пальцями асфальту і подивіться між ніг. Тут можна пізнати більше, ніж у чорному квадраті!».
За кордоном Малевич прославився лише в 1927 році, коли його персональні виставки відбулися у Варшаві та Берліні. Тоді художник вперше виїхав за межі СРСР та був приємно здивований реакцією публіки:
|  | Німці мене зустріли краще не придумаєш. <...> Я страшенно хотів би, щоб ви подивилися всі, яке до мене ставлення вже в іншій державі. Я думаю, що ще жодному художнику не було надано такої гостинності. З думкою моєю рахуються, як з аксіомою. Одним словом, слава ллється, як двірником вулиця мететься. |

## «Чорний квадрат» у літературі
Олесь Барліг написав до сторіччя картини «Чорний квадрат» п'єсу «Стрибай Ліля, стрибай». Її персонажі перебувають в кімнаті, з якої неможливо вийти. Єдиний спосіб втечі — стрибок до чорного квадрату в підлозі й кожен по черзі робить це під тиском невидимого примусу. Твір увійшов у 2017 році до збірки «Звірі подивляться замість тебе» виданої у видавництві Крок.
Віктор Пелевін в своєму романі «Священна книга перевертня» пише від імені головної героїні:
- «… я затято рвонулася до чорного квадрата свободи, в якому вже горіли перші зорі. Забігаючи наперед, хочу сказати, що саме цей досвід допоміг мені згодом зрозуміти картину Казимира Малевича „Чорний Квадрат“. Я б тільки домалювала на ньому декілька крихітних синьо-білих точок. Проте Малевич, хоч і називав себе супрематистом, був вірний правді життя — світла в російському небі частіше за все немає. І душі не залишається нічого іншого, крім як робити невидимі зірки з себе самої — такий сенс полотна.»

## Відомі експозиції
На знаковій виставці 2004 у варшавській галереї «Захента» «Варшава — Москва, 1900—2000», де виставлялось більше 300 картин, скульптур, інсталяцій (зокрема, багато картин російського авангарду), «Квадрат» з Третьяковської галереї був представлений як центральний експонат. При цьому він був вивішений у «красному кутку», як і на виставці «0.10».
У 2005 на виставці графіки сучасних художників з країн Центральної і Східної Європи «Сенс життя — сенс мистецтва» експонувався малюнок словенської артгрупи «IRWIN» — «Три ікони», де чорний квадрат Малевича висить у «красному кутку». Той же чорний квадрат з'являється в малюнках Еріка Булатова та Леоніда Сокова.

## Паралелі в мистецтві

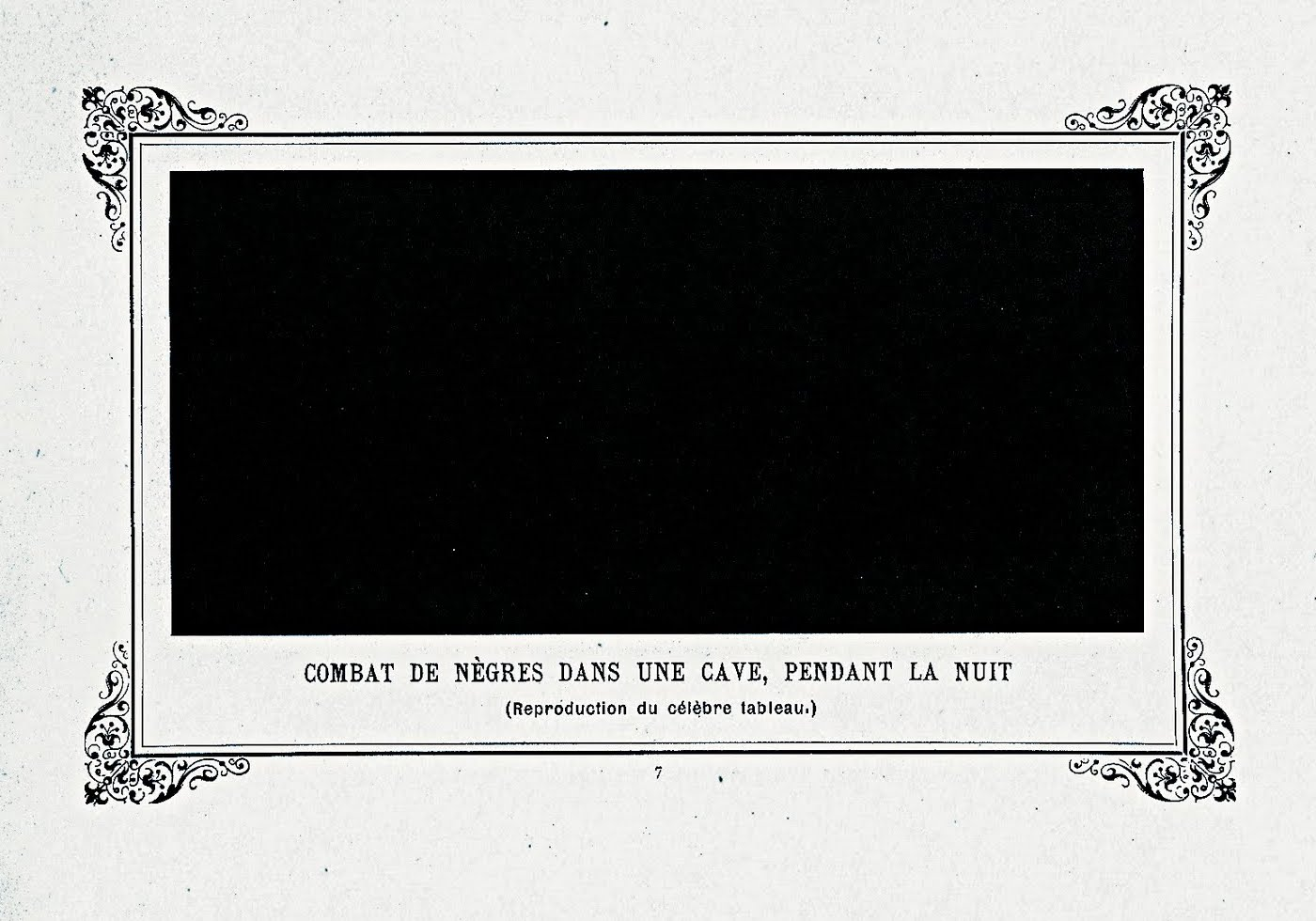
Альфонс Алле. «Битва негрів у глибокій печері темної ночі», 1884

До «Чорного квадрата» існували й інші картини чи ескізи авторства відомих осіб, цілком замальованим чорною фарбою:
- «Велика темрява» (1617) Роберта Фладда;
- «Вид на Ла Хог (під покривом ночі)» (1843) Шарля Альберта Берталя;
- «Сутінкова історія Росії» (1854) Гюстава Доре;
- «Нічна бійка негрів у підвалі» (1882) Пола Білголда;
- «Битва негрів у глибокій печері темної ночі» (1884) Альфонса Алле. Художник відомий і іншими жартівливими творами, наприклад, цілком білою картиною «Перше причастя анемічних дівчаток серед снігу» (1883) чи нотним записом маршу без нот.